# 디즈니타운

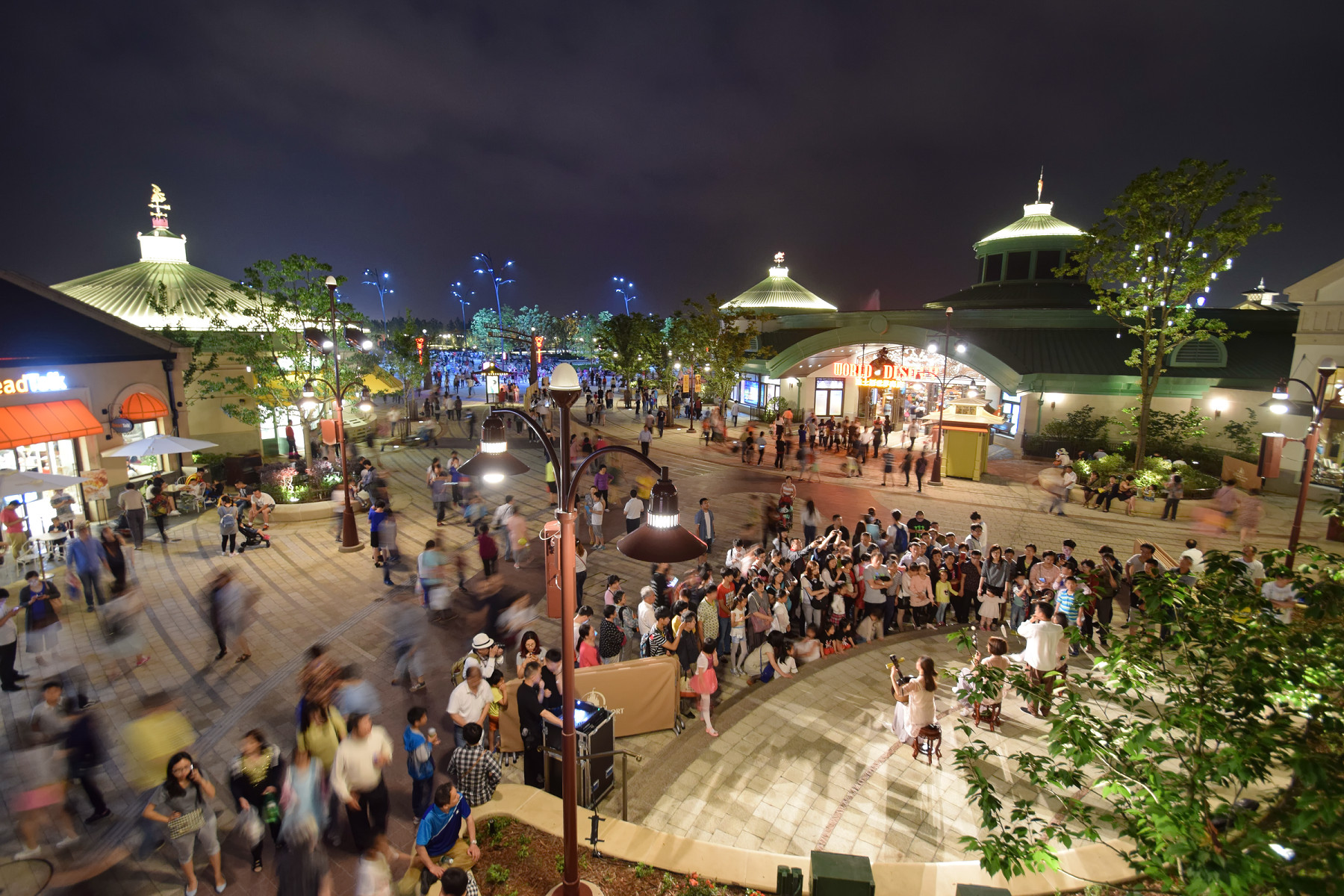
디즈니타운

디즈니타운(영어: Disneytown)은 중화인민공화국 상하이시 푸동 신구 상하이 디즈니 리조트 내에 있는 쇼핑 센터, 음식점 단지이다. 상하이 디즈니랜드와 같이 2016년 6월 16일 개업하였다.
디즈니타운은 상하이 디즈니랜드의 입구 근처에 위치하고 있으며, 파크 내에서 직결되어 있다. 쇼핑 센터에는 수많은 상점과 레스토랑이 있고 디즈니에 관련된 음악 쇼가 부정기적으로 개최되고 있다. 또한 월트 디즈니 그랜드 극장이라는 극장에서 뮤지컬 《라이온 킹》의 중국어 버전이 최초로 이루어지고 있다.

## 같이 보기
- 다운타운 디즈니
- 익스피어리